# Tiziana Pini
Tiziana Pini (n. 13 august 1958, San Remo, Liguria, Italia) este o actriță italiană.